# Лося (Горлицький повіт)
Лося (пол. Łosie) — лемківське село в Польщі, у гміні Ропа Горлицького повіту Малопольського воєводства. Населення — 778 осіб (2011).

## Історія
Історія села сягає глибше від 1359 року, коли Казимир Великий дав землі вздовж річки Ропи з наявним селом Лосям Яну Ґладишу з Шимбарка. В 1581 р. в селі вже були піп і церква.
Наприкінці XIX ст. в селі почали видобувати нафту і з'явилися поляки та євреї. На початку XX ст. жителі села викупили фільваркові орні землі та лісові угіддя. Очільника гміни в Лосі Григорія Ґаля в 1914 р. за москвофільство заарештовано і вислано до Талергофа.
Звична для жителів Лося за Австро-Угорщини торгівля дьогтем і мастильними засобами занепала за Польщі. В селі була москвофільська читальня імені Качковського.
До середини XX ст. в регіоні переважали лемки. У 1939 році з 1260 жителів села — 1230 українців і 30 поляків.. До 1945 р. в селі була греко-католицька церква парохії Климківки Горлицького деканату, до якої належала ще й Ропа, метричні книги велися з 1784 року.
У 1975—1998 роках село належало до Новосондецького воєводства.

## Демографія
Демографічна структура станом на 31 березня 2011 року:
|          | Загалом | Допрацездатний вік | Працездатний вік | Постпрацездатний вік |
| -------- | ------- | ------------------ | ---------------- | -------------------- |
| Чоловіки | 392     | 82                 | 269              | 41                   |
| Жінки    | 386     | 79                 | 233              | 74                   |
| Разом    | 778     | 161                | 502              | 115                  |

## Пам'ятки
Об'єкти, згадані в реєстрі пам'яток Малопольського воєводства:
- Комплекс греко-католицької церкви:
- дерев'яна греко-католицька церква Різдва Пресвятої Богородиці з 1810 р. належить до краківсько-криницького деканату.
- дзвіниця, збудована перед 1939 р.;
- цвинтар при церкві;
- огорожа з воротами;
- Військове кладовище № 71 з Першої світової війни.

## Інші об'єкти
- Дьогтярня — скансен етнографічний.
- Дерев'яна каплиця 1794 р. на новому цвинтарі, первісно — вівтар церкви в Климківці (після побудови в 1914 р. нової церкви перенесена на цвинтар, а в 1989 р. перед затопленням Климківки перенесена на цвинтар в Лосі).

## Народилися
- Дудра Яків (1894, с. Лося Горлицького повіту, теп. РП — 6 листопада 1974, там само) — народний поет і громадський діяч у Польщі[5].